# تشخيص وراثي سابق للانغراس

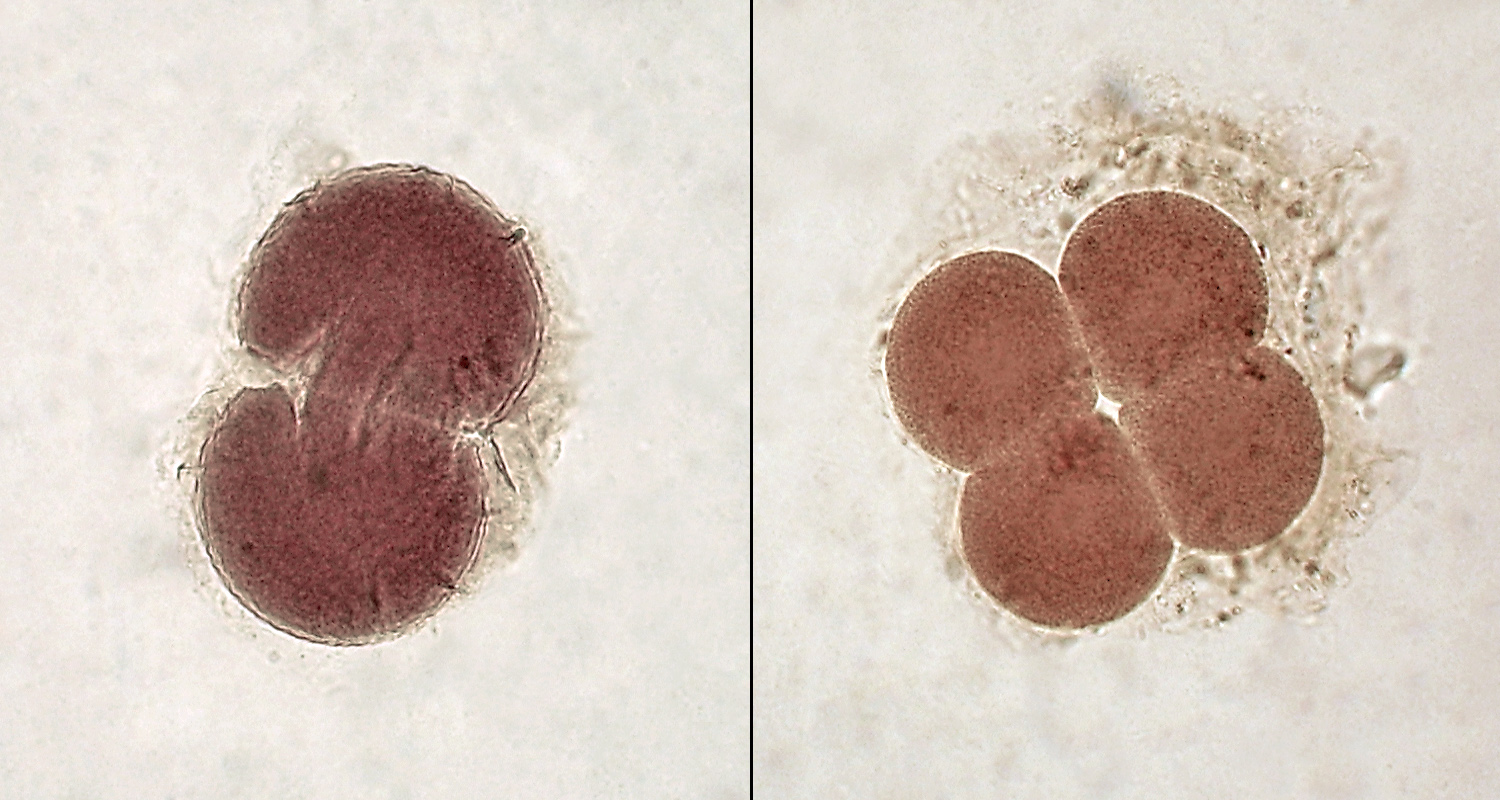

تشخيص وراثي سابق للانغراس (بالإنجليزية: Preimplantation genetic diagnosis)‏ ويُدعى اختصارًا PGD أو PIGD، هو التنميط الوراثي للأجنة قبل عملية الزرع (كشكل من أشكال التنميط الجنيني) ، وأحيانًا حتى للبويضات قبل الإخصاب. يعتبر PGD بطريقة مشابهة للتشخيص السابق للولادة. عندما تستخدم لفحص مرض وراثي معين، فإن ميزته الرئيسية هي أنه يتجنب الإنهاء الانتقائي للحمل لأن الطريقة تجعل من المحتمل جداً أن يكون الطفل خالياً من المرض قيد الدراسة. وهكذا، فإن الـ PGD هو مساعد للتكنولوجيا الإنجابية المساعدة، ويتطلب التخصيب في المختبر (IVF) للحصول على البويضات أو الأجنة للتقييم. يتم الحصول على الأجنة بشكل عام من خلال خزعة البلازما أو خزعة الكيسة الأريمية. أثبتت الطريقة الأخيرة أنها أقل ملاءمة للجين، لذلك من المستحسن إجراء الخزعة في اليوم الخامس أو السادس من التطوير.
تم تنفيذ أول PGD في العالم من قبل Handyside ، Kontogianni ونستون في مستشفى هامرسميث في لندن. تم نقل الأجنة الإناث بشكل انتقائي في خمسة أزواج في خطر الأمراض المرتبطة X ، مما أدى إلى اثنين من التوائم والحمل واحد المفرد.
يشير مصطلح الفحص الجيني قبل الزرع (PGS) إلى مجموعة من التقنيات لاختبار ما إذا كان الأجنة (التي يتم الحصول عليها من خلال IVF / ICSI) تحتوي على عدد كروموسومات غير طبيعي. وبعبارة أخرى، فإنه يختبر ما إذا كان الجنين هو اختلال في الصيغة الصبغية أم لا. يسمى PGS أيضًا بفحص اختلال الصيغة الصبغية.
يسمح PGD بدراسة الحمض النووي للبيض أو الأجنة لتحديد تلك التي تحمل طفرات معينة للأمراض الجينية. من المفيد عند وجود اضطرابات كروموسومية أو وراثية سابقة في الأسرة وفي سياق برامج الإخصاب في المختبر.
قد تسمى هذه الإجراءات أيضًا التنميط الوراثي قبل الزرع للتكيف مع حقيقة أنها تستخدم أحيانًا على البويضات أو الأجنة قبل الزرع لأسباب أخرى غير التشخيص أو الفحص.
بدلا من ذلك، يمكن أن يشار إلى الإجراءات التي أجريت على الخلايا الجنسية قبل الإخصاب على أنها طرق اختيار البويضات أو اختيار الحيوانات المنوية، على الرغم من أن الطرق والأهداف تتداخل جزئيا مع PGD.

## التاريخ
في عام 1968 ، أبلغ روبرت إدواردز وريتشارد غاردنر عن التعريف الناجح لجنس الكيسة الأريمية. [5] لم يكن تطور الـ IVF البشري كاملاً حتى الثمانينات، والذي تزامن مع اختراق تكنولوجيا تفاعل البوليميراز المتسلسل (PCR) عالي الحساسية. حدثت الاختبارات الناجحة الأولى في هانديسايد وكونتوجياني ووينستون في أكتوبر 1989 ، مع أول ولادات في عام 1990 على الرغم من أن التجارب الأولية قد تم نشرها قبل بضع سنوات. في هذه الحالات الأولى، تم استخدام PCR لتحديد جنس المرضى الذين يحملون الأمراض المرتبطة X.

### أول الحالات السريرية
كانت إيلينا كونتوجياني تدرس للحصول على درجة الدكتوراه في مستشفى هامرسميث، على PCR ذات الخلية الواحدة من أجل ممارسة الجنس، وهو ما قامت به من خلال تضخيم منطقة متكررة من الكروموسوم Y . كان هذا النهج الذي استخدمته لأول الحالات PGD في العالم.
تم نقل الأجنة الإناث بشكل انتقائي في خمسة أزواج في خطر الأمراض المرتبطة X ، مما أدى إلى اثنين من التوائم والحمل واحد المفرد. ولأن منطقة الكروموسوم Y التي كانت تضاعف Kontogianni تحتوي على العديد من التكرارات، فقد كانت أكثر كفاءة من محاولة تضخيم منطقة فريدة من نوعها. أشارت فرقة على هلام PCR إلى أن الجنين ذكر وأن عدم وجود عصابة يشير إلى أن الجنين كان أنثى. ومع ذلك، فشل التضخيم أو blastomere anucleate أدى أيضا إلى عدم وجود الفرقة على هلام PCR. للحد من مخاطر التشخيص الخاطئ، تابع Kontogianni المشاركة في تضخيم التسلسلات على X وy. في ذلك الوقت لم يكن هناك شيء معروف عن تسرب الأليل، أو تلوث الخلايا بالركام، أو فشل التضخيم من الخلايا المفردة. خلال الثمانينيات، تم نقل أجنة التلقيح الصناعي البشرى حصريا في اليوم الثاني من التطور حيث أن وسط المزرعة المستخدم غير قادر على نمو الأجنة بشكل موثوق بعد هذه المرحلة. منذ أن تم إجراء الخزعة في اليوم الثالث، تم إجراء التشخيص الأول في يوم واحد، مع نقل الأجنة في وقت متأخر من اليوم الثالث.
أشارت مقارنة بين تحويلات اليوم الثاني واليوم الثالث إلى أن ذلك لن يؤثر سلبًا على معدلات الحمل. كان القلق من القبض على الأجنة مرتفعًا جدًا لدرجة أن بعض عمليات النقل تمت في الساعات الأولى من اليوم الرابع حتى يتم إزالة الأجنة من الثقافة في أقرب وقت ممكن. كانت هناك أمسيات كثيرة في هامرسميث عندما تم إجراء النقل في الساعة الواحدة صباحاً في اليوم الرابع وعاد الباحثون إلى المختبر في الساعة السابعة صباحاً لبدء الحالة التالية. ساعد البروفيسور وينستون على إيصال معظم الأطفال الوراثيين الوحيدين. أصبحت PGD شعبية على نحو متزايد خلال 1990s عندما تم استخدامها لتحديد عدد قليل من الاضطرابات الوراثية شديدة، مثل فقر الدم المنجلي، ومرض تاي ساكس، الحثل العضلي لدوتشين، وثلاسيمية بيتا.

## التطبيق
يمكن أن تستخدم PGD لتحديد الأجنة لتكون بدون اضطراب وراثي، لزيادة فرص نجاح الحمل، لمطابقة أخي في نوع HLA من أجل أن يكون متبرعا، أن يكون أقل استعداد السرطان، واختيار الجنس.

## اضطرابات Monogenic
PGD متاحة لعدد كبير من الاضطرابات أحادية الجين، أي الاضطرابات الناجمة عن جينة واحدة فقط (جسمية مقهورة، وراثي جسمي مسيطر، أو مرتبطة بالعاكس) ، أو انحرافات هيكلية صبغية (مثل إزفاء متوازن). يساعد PGD هؤلاء الأزواج على تحديد الأجنة التي تحمل مرض وراثي أو خلل في الكروموسومات، وبالتالي تجنب المواليد المريضة. الاضطرابات الوراثية الجسدية الأكثر تشخصًا هي التليف الكيسي، الثلاسيمية بيتا، مرض الخلية المنجلية ونوع ضمور العضلات الشوكي 1. الأمراض الشائعة الأكثر شيوعًا هي الحثل العضلي، مرض هنتنغتون ومرض شاروت ماري-توث. وفي حالة الأمراض المرتبطة بـ X ، يتم تنفيذ معظم الدورات لمتلازمة X الهشة، والناعور A و Duchenne ضمور العضلات. على الرغم من أنه نادر الحدوث، تشير بعض المراكز إلى PGD عن اضطرابات الميتوكوندريا أو اثنين من المؤشرات في وقت واحد.
كما يتم الآن تنفيذ PGD في مرض يسمى exostoses متعددة وراثية (MHE / MO / HME).
بالإضافة إلى ذلك، هناك أزواج يعانون من العقم الذين يحملون حالة وراثية والذين يختارون PGD لأنه يمكن دمجها بسهولة مع علاج التلقيح الصناعي.

## فرص الحمل
تم اقتراح التنميط الوراثي السابق للزرع (PGP) كطريقة لتحديد جودة الجنين في الإخصاب في المختبر، من أجل اختيار الجنين الذي يبدو أن لديه فرص أكبر للحمل الناجح. ومع ذلك، نظرًا لأن نتائج PGP تعتمد على تقييم خلية واحدة، فإن PGP لها قيود كامنة لأن الخلية التي تم اختبارها قد لا تمثل الجنين بسبب الفسيفساء.
وجاءت المراجعة المنهجية والتحليل التلوي للتجارب المعشاة ذات الشواهد القائمة نتيجة عدم وجود أي دليل على وجود تأثير مفيد لـ PGP كما تم قياسه من خلال معدل المواليد الأحياء. على العكس، بالنسبة للنساء ذوات عمر الأمهات المتقدم، يقلل PGP بشكل كبير من معدل المواليد الأحياء. العيوب الفنية، مثل غزو الخزعة، والفسيفساء الكروموسومية هي العوامل الأساسية الكامنة لعدم فعالية PGP.
تتضمن الطرق البديلة لتحديد جودة الجنين للتنبؤ بمعدلات الحمل الفحص المجهري بالإضافة إلى تحديد ملامح الرنا والتعبير البروتيني.

### HLA مطابقة
مستضد كريات الدم البيضاء البشرية (HLA) بكتابة الأجنة، بحيث يتطابق HLA الطفل مع شقيق مريض، الاستفادة من تبرع الخلايا الجذعية الحبل السري. الطفل في هذا المعنى «الأخ أو الأخت» المنقذ للطفل المتلقي. في هذه الأثناء، أصبحت الكتابة في HLA مؤشراً هاماً على PGD في البلدان التي يسمح فيها القانون بذلك. يمكن الجمع بين مطابقة HLA والتشخيص للأمراض أحادية الجين مثل فقر الدم Fanconi أو ثلاسيميا بيتا في الحالات التي يتأثر فيها الشقيق المريض بهذا المرض، أو يمكن أن يتم بشكل استثنائي من تلقاء نفسه لحالات مثل الأطفال المصابين بسرطان الدم. الجدل الأخلاقي الرئيسي ضد الاستغلال المحتمل للطفل، على الرغم من أن بعض الكتاب يؤكدون أن حتمية Kantian لا تنتهك لأن الطفل المتبرع في المستقبل لن يكون فقط مانحًا بل أيضًا شخصًا محبوبًا داخل العائلة.

## ظهور للسرطان
تطبيق أحدث ل PGD هو لتشخيص الأمراض في وقت متأخر من ظهور والمتلازمات الاستعداد (السرطان). بما أن الأفراد المتضررين يظلون أصحاء حتى بداية ظهور المرض، وكثيراً ما يكون ذلك في العقد الرابع من العمر، هناك جدل حول ما إذا كان PGD مناسبًا في هذه الحالات أم لا. وتشمل الاعتبارات ارتفاع احتمال تطوير الاضطرابات واحتمال العلاج. على سبيل المثال، في متلازمات الاستعداد، مثل طفرات BRCA التي تؤهب الفرد لسرطان الثدي، فإن النتائج غير واضحة. على الرغم من أن PGD غالبا ما تعتبر شكلا مبكرا لتشخيص ما قبل الولادة، فإن طبيعة طلبات PGD غالبا ما تختلف عن طلبات التشخيص السابقة للولادة التي يتم إجراؤها عندما تكون الأم بالفعل حاملا. بعض المؤشرات المقبولة على نطاق واسع لـ PGD لن تكون مقبولة بالنسبة للتشخيص السابق للولادة.

## تصنيف
نميز بين ثلاثة أنواع من تقنيات التشخيص الجيني المبكر اعتمادًا على العيوب المُقَدَّرة:
- PGT-A: يُعرَف أيضًا باسم الفحص الجيني القبلي للزرع (PGS). يعزز معدلات الحمل من خلال السماح بالتخلص من الأمراض الجينية الزائدة واختيار الأجنة السليمة لنقلها. الأجنة السليمة تكون أكثر احتمالًا للالتصاق والتطور إلى حمل صحي. تعد تقنيات NGS و FISH هي الأكثر استخدامًا لتشخيص الانخراطات الواحدية والثلاثية والتضاعفات الكروموسومية. قد تكون الفئات الرئيسية لـ PGT-A تشمل ما يلي:

1. النساء في سن الأمومة المتقدمة
2. الأزواج الذين لديهم تاريخ من فقدان الحمل المتكرر
3. الأزواج الذين يواجهون فشل التلقيح IVF
4. الشريك الذكري الذي يعاني من عوامل العقم الذكري الشديد[15]

- PGT-M: في هذه الحالة، يتم تقييم الأمراض الأحادية الجينية في الجنين. تسبب الأمراض الأحادية الجينية ناتجة عن تحورات في جين واحد (التنحي الذاتي، السائد الذاتي، مرتبط بالصف الجنسي X). في الماضي، كانت تقنية PCR هي المستخدمة لـ PGT-M. ومع ذلك، يتم استخدام تكنولوجيا الـ array و NGS حديثًا أكثر.[16]
- PGT-SR: يتم احتساب كل انحراف هيكلي في الكروموسوم (تحولات، عكسات، تضاعفات، إدراجات، حذف). تستخدم تقنيات متنوعة مثل PCR و FISH و NGS. يؤثر على هذه التقنية عدة عوامل فعلى سبيل المثال لدى حاملي الترتيبات الكروموسومية المعقدة فهناك: نوع الترتيب الكروموسومي المعقد وجنس الحامل (مع خطر أعلى عند النساء)، في حين لم يُظهر عمر النساء أو توقيت الخزعة الجنينية تأثيرًا كبيرًا على نتائج اختبار PGT-SR.[17]

## الإعاقات البسيطة
كشف مسح عام 2006 أن PGD قد استخدم في بعض الأحيان لتحديد الجنين لوجود مرض معين أو الإعاقة، مثل الصمم، لكي يشارك الطفل تلك الخاصية مع الوالدين.

## التقدم التكنولوجي في التشخيص الوراثي سابق للانغراس
الدراسة الأخيرة التي أجراها تشانغ وآخرون. (2024) قدم تقدمًا في التشخيص الوراثي سابق للانغراس (PGT)، مع تسليط الضوء على استخدام تقنية تسلسل القراءة المرتبطة لتحديد كروموسومات الحلقة 17. مكنت هذه الطريقة من الكشف الدقيق عن الاختلافات في رقم النسخة (CNV)، مما أدى إلى تحسين كبير في دقة PGT. في الوقت نفسه، شيه وآخرون. (2022) طور HaploPGT، وهي منصة PGT قائمة على النمط الفرداني تجمع بين تحليلات متعددة للكشف عن الحالات الوراثية المختلفة في اختبار واحد. يمثل هذا الابتكار قفزة إلى الأمام في خفض تكلفة وفعالية PGT، مما يوفر تحديدًا دقيقًا للتشوهات الصبغية والوراثية. وتمثل هذه التطورات التكنولوجية مساهمة ملحوظة في مجال التشخيص الجيني، مما يمهد الطريق لتدخلات أكثر استهدافا وفعالية في المساعدة على الإنجاب.

## تحسين التشخيص قبل الزرع من خلال الذكاء الاصطناعي
يمثل دمج الذكاء الاصطناعي (AI) في عملية التشخيص ما قبل الزرع خطوة كبيرة نحو تحسين نتائج عمليات الإنجاب بمساعدة طبية. تُظهر التطورات الحديثة أن الذكاء الاصطناعي، وخاصة خوارزميات التعلم العميق، يمكن أن تتفوق على الطرق التقليدية لتقييم الأجنة. من خلال إجراء تحليلات دقيقة وموضوعية لصور الأجنة التي تم الحصول عليها عن طريق الفاصل الزمني، يتيح الذكاء الاصطناعي اختيار الأجنة بشكل أكثر فعالية لنقلها، وبالتالي زيادة فرص الأزواج في حدوث حمل ناجح.

## الاعتبارات الأخلاقية
وفقًا للجنة الاستشارية الوطنية لاخلاقيات علوم الحياة والصحة بفرنسا، فإن ممارسة الاختبارات السابقة للولادة بشكل عام يعبر عن موقف سلبي ليس فقط للإعاقة ولكن أيضًا للمعوقين الذين يُنظر إلى حياتهم على أنها أقل قيمة. ويشدد على أن علاج هذا الانجراف ليس حظر الاختبارات التي تهدف على وجه التحديد إلى تقليل المعاناة ولكن الى إدارة أفضل.
في البلدان الأوروبية، فإن المتخصصين في الرعاية الصحية والمنظمات العلمية حذرون بشكل عام بشأن تنفيذ PGT-P وذلك بسبب المخاوف العلمية والاجتماعية والأخلاقية، حتى لو كان ذلك ممكنًا من الناحية القانونية 